# Nicolas-Charles-Joseph Trublet
Nicolas-Charles-Joseph Trublet, né à Saint-Malo le 4 décembre 1697 et mort à Saint-Malo le 14 mars 1770, est un homme d'Église et moraliste français, connu surtout pour sa mémorable passe d'armes avec Voltaire dont il avait critiqué La Henriade.

## Un «chiffonnier de la littérature»
Nicolas Trublet est le fils de Charles Joseph Trublet, sieur de la Flourie, et de Françoise Lebreton. Il suit ses études au collège des Jésuites de Rennes, rentre dans les ordres et est ordonné prêtre le 18 septembre 1723. Il devient censeur royal aux Belles-Lettres en 1736, secrétaire du cardinal de Tencin de 1739 à 1748 et conclaviste romain en 1740. Il devient trésorier de l'Église de Nantes en 1741 et archidiacre de Dinan au chapitre de Saint-Malo le 4 juin 1742
Chanoine de Saint-Malo et accompagnateur à Rome du cardinal de Tencin, ami de Maupertuis (1698), d'Offray de La Mettrie (1709), de Vincent de Gournay (1712), ses "compagnons" malouins, admirateur de Fontenelle et de La Motte, qu'il rencontre souvent dans le salon de son amie intime, Mme de Tencin, il se fait connaître par ses Essais sur divers sujets de littérature et de morale, dont le premier tome paraît en 1735 et rencontre aussitôt un succès honorable. « L'abbé, qui avait des connaissances et de la lecture, [...] était accueilli dans les meilleurs salons. Son caractère doux, caressant, lui avait acquis de nombreux amis ; et ses livres [...] avaient leur clientèle d'amateurs". Maupertuis racontait que les Essais de l'abbé avaient une si grande réputation en Allemagne, que les maîtres de poste refusaient des chevaux à ceux qui ne les avaient pas lus. Les Essais de l'abbé Trublet seront en effet traduits en allemand et lui vaudront d'être admis à l'Académie des sciences et des lettres de Berlin.
En 1760, toutefois, les choses se gâtent lorsque l'abbé Trublet, qui n'aimait pas les vers, fait paraître, dans le quatrième tome de ses Essais, une critique de La Henriade de Voltaire, avec qui il avait eu jusque-là des relations amicales. Faisant allusion à une remarque de La Bruyère sur l'ennui que lui inspire l'opéra, il écrit : « Ce n'est pas le poète qui ennuye et fait bailler dans la Henriade, c'est la poésie ou plutôt les vers. »
La réplique de Voltaire est immédiate et cinglante :
L'abbé Trublet avait alors la rage

D'être à Paris un petit personnage ;

Au peu d'esprit que le bonhomme avait

L'esprit d'autrui par supplément servait.

Il entassait adage sur adage ;

Il compilait, compilait, compilait…
— Le Pauvre Diable, Pièces en vers : Satires (1760)
L'abbé Trublet est fort affecté de cet affront, d'autant qu'"il était de ces auteurs que le jugement d’un journaliste pouvait empêcher de dormir (...). Il sollicitait depuis longtemps son admission à l'Académie française qu’il obtient à la fin quelques années avant sa mort. Peut-être personne n’a-t-il été admise à l’académie avec tant de joie que lui, mais ce fut un bonheur dont il ne jouit pas longtemps". De plus, même si Voltaire lui écrit : « Je suis obligé, en conscience, de vous dire que je ne suis pas né plus malin que vous, et que, dans le fond, je suis bon homme», la réputation de l'abbé Trublet est désormais établie. L'abbé de Voisenon dira de lui : « Il a passé trente années de sa vie à écouter et à transcrire. C'est, pour ainsi dire, le chiffonnier de la littérature. »
L'abbé Trublet s'essaie par la suite au théâtre, mais aucune pièce de lui ne sera jamais publiée. En 1767, il quitte Paris pour se retirer dans sa ville natale, où il meurt deux ans plus tard.

## Œuvres
- Réflexions sur Télémaque, 1717.
- Essais sur divers sujets de littérature et de morale (1735). Édition en 2 volumes : 1749. Édition en 4 volumes : 1754-60. Réédition : Slatkine, Genève, 1968.
- Panégyriques des saints, précédés de Réflexions sur l'éloquence en général, et sur celle de la chaire en particulier (1755)
- Mémoires pour servir à l'histoire de la vie et des ouvrages de M. de Fontenelle et de La Motte, tirés du « Mercure de France », 1756, 1757 et 1758 (1759)
- Jean Jacquart (éd.), Un journal de la vie littéraire au XVIIIe siècle : la correspondance de l'Abbé Trublet. Documents inédits sur Voltaire, La Beaumelle, Malesherbes, Fontenelle, Mme Geoffrin, La Condamine, etc., Paris, A. Picard, 1926.